# 辣手騎警
是一部2019年的美國犯罪電影，由約翰·李·漢考克執導，約翰·富斯科編劇。內容講述兩名德州騎警法蘭克·哈默（奇雲·高士拿飾演）與Maney Gault（活地·夏里遜飾演）在1930年代追蹤和逮捕惡名昭彰的罪犯邦妮和克萊德。其他演員有嘉菲·比絲、約翰·卡羅·林區、金·迪肯斯、湯瑪斯·曼恩和威廉·托馬斯·桑德勒。
本片已經開發了很多年，監製凱西·希爾沃早在2005年就開始研究該電影計劃。最初由約翰·富斯科投放本片，可能由保羅·紐曼和羅拔·烈福演出，本片在環球影業開發，但從未能夠實現。在2018年2月，據報導Netflix獲得了本片的版權，而且奇雲·高士拿和活地·夏里遜將會演出。拍攝於當月後期和3月展開，在路易斯安娜州和幾個歷史地點取景，包括邦妮和克萊德被殺死的公路。
《辣手騎警》於2019年3月15日在美國開始有限上映，並安排於2019年3月29日在Netflix上播放。

## 演員
- 凯文·科斯特纳 飾 法蘭克·哈默
- 伍迪·哈里森 飾 Maney Gault
- 嘉菲·比絲 飾 米莉安·A·費格遜（英语：Miriam A. Ferguson）
- 約翰·卡羅·林區 飾 Lee Simmons
- 金·迪肯斯 飾 Gladys Hamer
- 湯瑪斯·曼恩 飾 泰德·辛頓（英语：Ted Hinton）
- 威廉·托馬斯·桑德勒 飾 Henry Barrow
- W·厄爾·布朗（英语：W. Earl Brown） 飾 Ivy Methvin
- Emily Brobst 飾 邦妮·派克
- Edward Bossert 飾 克萊德·巴羅

## 製作

### 開發
大約2005年，監製凱西·希爾沃開始開發《辣手騎警》，最初由約翰·富斯科投放本片，曾經考慮讓保羅·紐曼和羅拔·烈福扮演終結邦妮和克萊德的暴力搶劫行動的資深德州騎警。該電影項目一直是富斯科的長期目標，想把德州騎警法蘭克·哈默描述起來。富斯科在德州進行了廣泛的研究，並與哈默的已故兒子小法蘭克·哈默（Frank Hamer Jr.）成為朋友。到2013年，該項目在環球影業展開。
2017年6月21日，據報導Netflix正在談判，使電影脫離環球影業的製作。Netflix與活地·夏里遜和奇雲·高士拿進行飾演兩名主要角色的早期討論，並與約翰·李·漢考克討論擔任導演。劇本由約翰·富斯科撰寫。凱西·希爾沃在環球公司期間一直開發該項目。
2018年2月12日，Netflix宣布電影已經投入製作。約翰·李·漢考克正式確認擔任為導演，而活地·夏里遜、奇雲·高士拿和凱西·希爾沃確認為監製。他們與Michael Malone和Rod Lake一起製片。

## 外部連結
- 互联网电影数据库（IMDb）上《辣手騎警》的资料（英文）